# The Daleks
〈The Daleks〉 (다른 명칭 : 〈The Mutants〉, 〈The Dead Planet〉)는 영국의 SF 드라마 《닥터 후》 클래식 시즌 1의 두번째 시리얼이다. 1963년 12월 21일부터 1964년 2월 1일까지 총 7화 분량으로 BBC TV에서 방송되었다. 테리 네이션이 각본을, 크리스토퍼 배리와 리처드 마틴이 감독을 맡았다.
이 편에서는 닥터후를 대표하는 악의 종족 달렉이 처음으로 등장하며, 스카로 행성 사람인 탈족도 소개된다. 1대 닥터 (윌리엄 허트넬 분)와 손녀 수잔 포어맨 (캐럴 앤 포드 분), 그리고 수잔의 선생님인 이언 체스터턴 (윌리엄 러셀 분), 바버라 라이트 (재클린 힐 분)이 외계의 정글숲에 내렸다가 달렉 종족에게 붙잡히는 것으로 이야기가 시작된다. 달렉은 적과의 핵전쟁으로 오염된 대기 속의 방사선으로부터 살아남은 변형 생명체로, 기계 이동장치로 외피를 두른 모습이었다. 닥터 일행은 달렉의 기지를 탈출하는 과정에서 스카로 행성과 여전히 지속되는 전쟁을 둘러보고, 평화를 위한 중재에 나서게 된다.
〈The Daleks〉는 원래 각본 편집자를 맡은 데이비드 휘태커가 테리 네이션의 다른 작품을 눈여겨보고서 드라마 각본을 부탁하면서 기획되었다. 네이션은 나치의 유태인 말살 시도로부터 영감을 얻어 스토리의 틀을 짰다. 네이션의 각본을 본 휘태거와 프로듀서 베리티 램버트는 만족했지만, 닥터 후가 과학적 사실에 따른 하드 SF가 되길 바랬던 드라마 기획자 시드니 뉴먼은 "눈 달린 괴물" 같은 이야기는 피하고 싶다며 탐탁찮아했다. 감독은 크리스토퍼 배리가 대부분 맡았지만 다른 작업과 겹치는 바람에 3화 분량은 리처드 마틴이 맡게 되었다. 달렉의 경우 레이먼드 큐식이 디자인하였으며, 달렉의 목소리는 링 모듈레이터로 만들어냈다.
첫화 방영 당시 700만 명이 시청하였으며, 달렉에 대한 입소문을 타고 시청률이 점점 늘어나면서 마지막화에서는 평균 시청률이 50% 상승했다. 평론도 전반적으로 긍정적이었으며, 분량이 길다는 비판도 있었지만 네이션의 각본은 호평받았다. 이후 소설판과 DVD판, OST가 나왔으며, 피터 쿠싱을 주연으로 한 극장판 영화도 제작되었다.

## 줄거리
정글숲 한복판에 도착한 타디스. 1대 닥터 (윌리엄 허트넬)은 행성 전체를 분석하여 위치를 알아내려 애쓴다. 밖으로 나와보니 단순한 정글숲이 아니라 석회처럼 변한 숲이었고, 숲 너머로는 미래 양식의 도시가 펼쳐져 있는 것을 발견한다. 닥터는 그 도시를 답사해 보자고 고집을 피우지만 이언 체스터턴 (윌리엄 러셀)과 바버라 라이트 (재클린 힐)은 의심을 떨치지 못한다. 그 때 숲속에 숨어 있던 두군가가 수잔 포어맨 (캐럴 앤 포드)의 어깨를 만지는데, 놀란 수잔의 말을 닥터는 밎지 않는다. 이후 타디스 밖에 유리병 상자가 발견되자, 닥터는 마침 타디스의 유체링크에 있던 수은이 바닥난 만큼, 도시로 가서 수은을 좀 더 찾아보자고 일행을 끌고 나선다 (이후 닥터는 도시로 가려고 지어낸 꾀였다고 실토한다).
도시에 다다른 닥터 일행. 바버라는 갑작스레 일행에서 떨어져 정체불명의 금속 팔이 자신에게 겨눠지는 위기에 처한다. 오래지 않아 닥터 일행 전원은 탱크 모양의 기계를 조작해 본 모습을 감추는 달렉이란 이름의 외계 종족에게 사로잡힌다. 닥터는 타디스 곁에 들어 있던 상자가 사실은 방사선을 이겨낼 수 있는 약품임을 깨닫고, 달렉들은 그것을 노려 수잔을 보낸다. 수잔은 탈 (Thal)이라는 종족을 또 새로 만나는데, 달렉들과 전쟁을 벌이던 상황이었다. 또 수잔이 숲속에 있었을 때 약 상자를 두고간 것도 자신이라고 밝힌다. 수잔은 양쪽 진영 간의 평화를 주선하기로 하고 그에 나서지만, 달렉들이 평화의 뜻으로 교환하려던 식량에 총을 난사해 탈 족을 배신한다. 이후 달렉들은 반방사선 약품을 써먹어 보려 하다가 달렉에게 치명적인 약품이었음을 발견한다. 결국 달렉이 살아남으려면 방사선이 필요하리라는 결론을 내리고, 대기 중에 더 많은 방사선을 투하하기로 결정한다.
뒤이은 혼란 속에서 닥터 일행은 탈 족과 함께 탈출에 성공하고, 탈 족이 이곳에 살아온 배경을 전해듣는다. 탈 족은 사실 평화주의자라고도 공언한다. 하지만 유체링크를 달렉이 접수하면서 스카로 행성을 떠날 수 없게 된 처지였다. 달렉의 위협 속에서 탈 족을 구하기로 마음먹은 닥터 일행은 탈 족에게 선공과 전쟁의 중요성을 설득시키고, 달렉을 상대로 승전을 거두는 법도 지휘한다. 이후 전력공급이 나가면서 달렉 종족은 몰살되고, 닥터 일행은 타디스를 타고 스카로 행성을 떠난다. 하지만 타디스가 난데없이 폭발에 휩싸이고 만다.